# Jaroslav Spirhanzl-Duriš

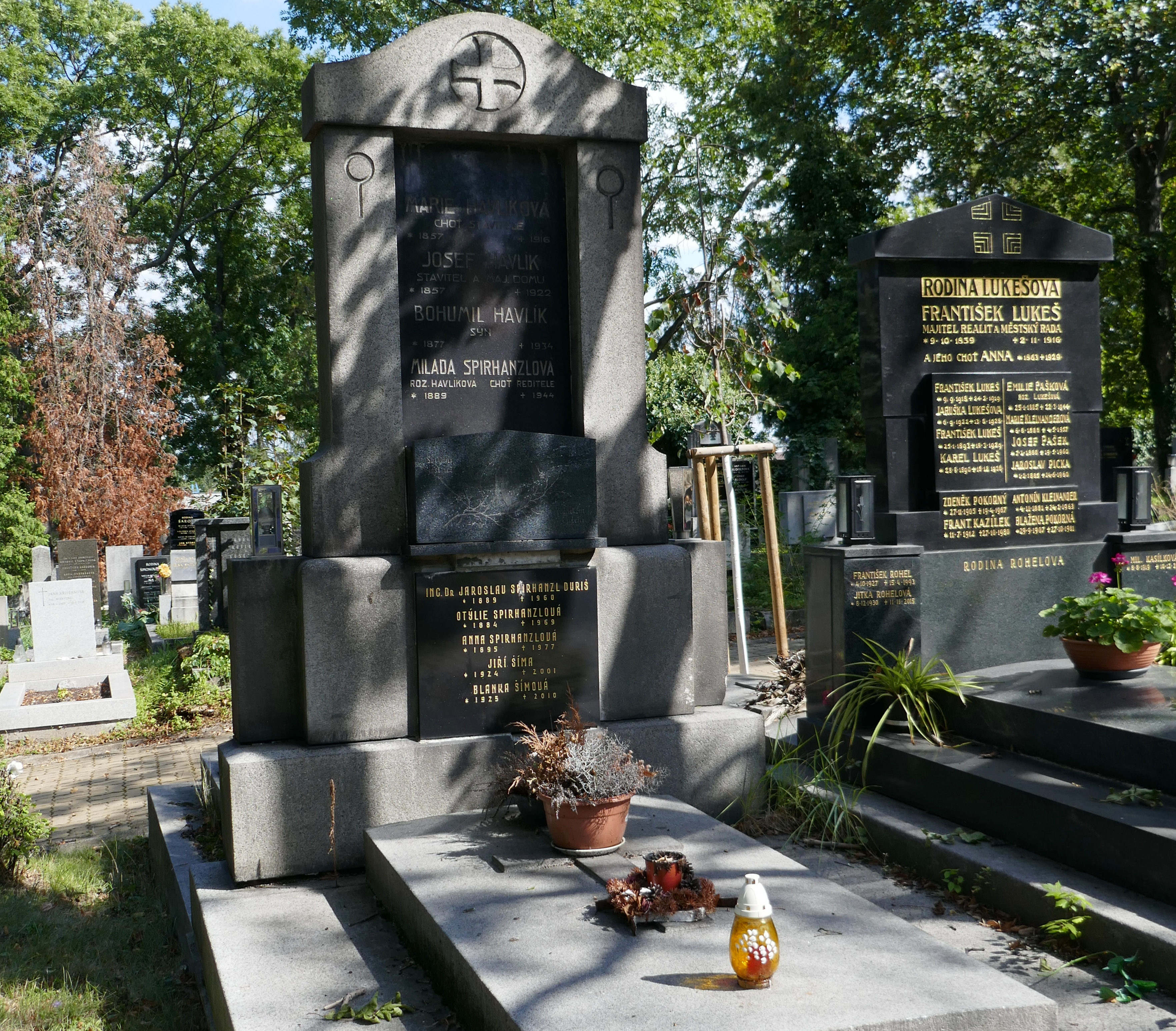
hrob Jaroslava Spirhanzla-Duriše

Jaroslav Spirhanzl-Duriš (27. dubna 1889, Sedlec – 21. července 1960, Mariánské Lázně) byl český inženýr-agronom, „básník Českého Meránu“, pedolog, spisovatel a zdatný kreslíř.

## Život
Narodil se v Sedlci u Tábora v č. p. 16, jeho otec Jindřich byl stavitelem, matka Emílie pocházela z mlynářského rodu Kotašků v Jetřichovicích. Vychodil obecnou školu v Sedlci, maturoval na vyšší reálce v Písku a poté absolvoval zemědělský odbor na ČVUT v Praze. Jeho strýc Václav Špirhanzl byl rakouský a český stavební podnikatel a politik.
Bojoval v 1. světové válce na haličské frontě a zde byl zajat. Byl deportován na Sibiř a zde si pobyl až do roku 1920, kdy se přes Singapur a Suez vrátil do vlasti. Své bohaté zkušenosti nejen ze zajetí v Rusku, ale i ze svých cest po Itálii, Holandsku a Asii uveřejnil v řadě fejetonů a článků v časopisech "Širým světem", "Brázda", "Československá demokracie", "Československý zemědělec" a dalších. Své vzpomínky pak vložil i do knih Tulákova knížka (1922) a Přes hory a moře (1926).

## Dílo
Napsal velké množství romantických básní, v nichž opěvuje krásu svého rodného kraje a vyznává se z nehynoucí lásky k němu. Kromě toho byl také autorem mnoha povídek a novel z venkovského života. Napsal román "Na panském mlýně" a roku 1926 pak vyšly další dva jeho romány Jediná mezi nimi a Román Emiliana Rolfa. Stal se také významným překladatelem ruské a německé literatury.
Byl velice nadaným malířem. Jeho kresby lidových staveb rodného Českého Meránu, které vyšly pod názvem Staré jihočeské chalupy (1941), jsou vyznáním tomuto kraji, jeho lidové architektuře a rázovitému lidu.
Publikoval také v odborných časopisech domácích i zahraničních články zemědělské. Přispíval také do rozhlasu. Vydal i řadu odborných knih. Jako vynikající půdoznalec položil základy agropedologické kartografie, při tvorbě map se opíral o svůj dokonalý přehled o genetické typologii půd. Již ve 40. letech navrhoval komplexní zmapování půd v Československu. Sestavil Klíč k určování hlavních typů našich půd a aktivně se podílel na úpravě pedologického názvosloví. Od r. 1920 pracoval v Výzkumném ústavu agropedologickém a bioklimatologickém v Praze, r. 1925 byl jmenován jeho přednostou a pak ředitelem. Podílel se také na práci České akademie zemědělské, Masarykovy akademie práce, Českého geobotanického komitétu a byl tajemníkem Mezinárodní společnosti půdoznalecké.
Zemřel 21. července 1960 v Mariánských Lázních. Pohřben je na hřbitově v Praze Vršovicích.